# Костомаров, Константин Дмитриевич
Константин Дмитриевич Костомаров (род. 6 декабря 1977, Ленинград) — российский композитор, музыкальный продюсер, певец. Лауреат престижных музыкальных премий: «Песня Года», «Золотой Граммофон», «Шансон Года», «Звезда Дорожного Радио». Основатель и генеральный директор студии звукозаписи «ЕВРО-Records» (в настоящее время — «Продюсерский Центр Константина Костомарова») www.kostomarov.com С 2008 г. сотрудничает с продюсером и композитором Виктором Дробышем и является саунд-продюсером Национальной Музыкальной Корпорации.
С 2014 года Константин Костомаров работает с поэтом Михаилом Гуцериевым. Авторские песни Константина Костомарова исполняют такие артисты, как Григорий Лепс, Ани Лорак («Зеркала»), Златаслава («Горько»), Авраам Руссо («Милая»), Татьяна Буланова, (Не Бойтесь Любви", «С Этого Дня»), Александр Иншаков («Бригада»), Афина («Женская Дружба»), Марта («Птица»), Izabella («Под Солнцем»). Константин Костомаров является аранжировщиком и саунд-продюсером хита «Party for Everybody», с которым коллектив «Бурановские бабушки» занял второе место на международном конкурсе «Евровидение-2012» в Баку. Константин Костомаров — автор песни «Бригада», который стал официальным саундтреком к кинофильму «Бригада-2. Наследник». Константин Костомаров является саунд-продюсером песен таких артистов, как: Елена Ваенга («Королева»), Стас Пьеха («Я Лист», «Старая История», «Моя Прекрасная Леди», «Я и Ты»), Слава («Одиночество — Сволочь», «Крик Души»), Зара («Ничья», «Не Долюбила»), Александр Розенбаум («Любовь На Бис»), Авраам Руссо («Милая», «Нежная Грешная»), Валерия («Разлука»), Денис Клявер («Странный Сон»,"Я обязательно вернусь", "Необыкновенная"), Диана Гурцкая («Я По Тонкому По Льду», «Тебя Теряю»), Татьяна Буланова («С Этого Дня»), Афина («Женская Дружба»), Лариса Луста (альбом «Пасьянс»), Елена Есенина («Аэродром»), Ясения («Судьбы Разные», «Ты Не Поверишь»), Челси («Почему»), Алексей Хворостян («За Веру»), Ирина Дубцова и Любовь Успенская ("Я тоже его люблю"), Тамара Гвердцители ("Ориентир любви") и мн. др.

## Биография
Константин Дмитриевич Костомаров родился в 1977 году в Ленинграде.
Окончил Музыкальную школу 23 Колпинского р-на СПб, поступил в Санкт-Петербургский государственный университет культуры и искусств на Эстрадное Отделение по классу Фортепиано, и в 2001 году окончил Университет по специальности Руководитель Эстрадного Ансамбля.
В настоящее время Константин Костомаров проживает и работает в Москве и в Санкт-Петербурге. В 2000 г. Константин Костомаров основал группу «ЕВРО», в которой являлся солистом и автором всех песен группы. Коллектив просуществовал до 2012 года, выпустил 2 альбома, с гастролями объездил большинство крупных городов России, Эстонии и Германии. Хитами стали песни «Я иду тебя искать», «Колян», «Шоу-бизнес», «Лучше спой» и др.
В 2002 году Константин Костомаров организовал студию звукозаписи «ЕВРО-Records», которая в настоящее время успешно работает и существует. В 2013 г. студия Константина Костомарова переросла в продюсерский центр и сменила название на «Продюсерский Центр Константина Костомарова».
С 2008 г. Константин Костомаров сотрудничает с композитором Виктором Дробышем, являясь саунд продюсером и аранжировщиком Национальной Музыкальной Корпорации.
С 2013 г. Константин Костомаров помимо продюсерской деятельности начинает сольную карьеру, выступает с авторской эстрадной программой, записывает дуэт с Татьяной Булановой, с певицей Афиной. Снимает на дуэтные песни видеоклипы. В июле 2013 г. дуэт Константина Костомарова и Татьяны Булановой стал лидером хит-парада Русского Радио Эстонии, где занял 1-е место.
В сентябре 2013 г. Григорий Лепс и Ани Лорак исполнили песню на стихи и музыку Константина Костомарова «Зеркала», которая получила все известные российские музыкальные премии.
Песня «Зеркала» Константина Костомарова получила звание «Песни Года-2013», Получила премию «Золотой Граммофон-2014», а дуэт Г. Лепса и А. Лорак — «Зеркала» признан «Лучшим Дуэтом Года 2014»
С 2014 г. сотрудничает с Михаилом Гуцериевым, выступая в качестве композитора и саунд продюсера.
В 2015 г. Константин Костомаров и Михаил Гуцериев написали песню – "Не бойтесь любви", которую исполнила Татьяна Буланова.
В 2016 г. Костомаров становится лауреатом музыкальной премии «Шансон Года» за песню «Не бойтесь любви» в исполнении Булановой
В 2017 г. музыкант активно работает в Великобритании на студиях "Abbey Road" и "Real World" над сольным альбомом Александра Иншакова – "13 песен о любви".
В 2019 г. Костомаров становится лауреатом народной премии «Звезда Дорожного Радио» за песню «Два Берега», которая вошла в хит-парад ТОП-10 Дорожного Радио.